# Birsfelden
Birsfelden (gsw. Birsfälde) – gmina (niem. Einwohnergemeinde) w północnej Szwajcarii, w kantonie Bazylea-Okręg, w okręgu Arlesheim. 31 grudnia 2020 roku liczyła 10 396 mieszkańców. Znajduje się tutaj największa w kraju elektrownia wodna.